# Креола (Луїзіана)
Креола (англ. Creola) — селище (англ. village) в США, в окрузі Ґрант штату Луїзіана. Населення — 242 особи (2020).

## Географія
Креола розташована за координатами 31°25′40″ пн. ш. 92°28′44″ зх. д. / 31.42778° пн. ш. 92.47889° зх. д. (31.427855, -92.478904).  За даними Бюро перепису населення США в 2010 році селище мало площу 1,08 км², з яких 1,06 км² — суходіл та 0,02 км² — водойми.

## Демографія
Згідно з переписом 2010 року, у селищі мешкало 213 осіб у 68 домогосподарствах у складі 58 родин. Густота населення становила 198 осіб/км².  Було 68 помешкань (63/км²).
Расовий склад населення:
| - 91,5 % — білих - 6,1 % — чорних або афроамериканців - 0,5 % — корінних американців |

До двох чи більше рас належало 1,4 %. Частка іспаномовних становила 4,2 % від усіх жителів.
За віковим діапазоном населення розподілялося таким чином: 42,3 % — особи молодші 18 років, 55,8 % — особи у віці 18—64 років, 1,9 % — особи у віці 65 років та старші. Медіана віку мешканця становила 23,6 року. На 100 осіб жіночої статі у селищі припадало 85,2 чоловіків;  на 100 жінок у віці від 18 років та старших — 75,7 чоловіків також старших 18 років.
Середній дохід на одне домашнє господарство  становив 61 073 долари США (медіана — 53 214), а середній дохід на одну сім'ю — 53 339 доларів (медіана — 43 594). За межею бідності перебувало 35,6 % осіб, у тому числі 58,0 % дітей у віці до 18 років та 0,0 % осіб у віці 65 років та старших.
Цивільне працевлаштоване населення становило 118 осіб. Основні галузі зайнятості: освіта, охорона здоров'я та соціальна допомога — 28,8 %, транспорт — 16,9 %, будівництво — 12,7 %, публічна адміністрація — 9,3 %.